# Desierto de Alvord
El Desierto de Alvord es un desierto localizado en el Condado de Harney, en el sureste de Oregón, en el oeste de los Estados Unidos. Está aproximadamente al sureste de la Montaña Steens. El Desierto de Alvord es un lecho de lago seco de 12 por 7 millas (19 por 11 km) y promedia 7 pulgadas (180 mm) de lluvia al año. Dos cadenas montañosas lo separan del Océano Pacífico: la cadena costera del Pacífico y la cordillera de las Cascadas. Junto con la Montaña Steens, estas características topográficas crean una sombra de lluvia. El desierto de Alvord se encuentra a una altitud de aproximadamente 4000 pies (1200 m).
Durante la estación seca, la superficie es lo suficientemente plana para conducir o aterrizar aviones pequeños. El lecho seco del lago es utilizado para conducir vehículos de alta velocidad y conseguir récords de velocidad en tierra. Uno de los récords mundiales de velocidad terrestre femenino fue establecido en 1976 por Kitty O'Neil a 512 millas por hora (824 km/h).
La comunidad más cercana es Fields, Oregón, población 86.

## Nombre
El desierto lleva el nombre del general Benjamin Alvord, quien se desempeñó como comandante del Departamento de Oregón del Ejército de los Estados Unidos durante la guerra civil estadounidense.

## Clima
El desierto de Alvord experimenta un clima desértico frío (Köppen BWk). El área recibe muy poca lluvia durante todo el año debido a la sombra orográfica creada por las cadenas montañosas del Pacífico y de las Cascadas, así como la adyacente Montaña Steens. Algunas áreas orientales del desierto pueden recibir tan solo 5 pulgadas (130 mm) de lluvia anualmente.

### Invierno
Las temperaturas invernales en la cuenca del Alvord se moderan a través del flujo de aire del sur que impide que la temperatura baje demasiado. Si bien muchas áreas en el Desierto Alto de Oregón frecuentemente caen por debajo de 0 °F (−18 °C) durante los meses de invierno, el Desierto de Alvord rara vez posee estas temperaturas frías. En promedio, los máximos alcanzarán comúnmente entre 40 y 50 °F (4 y 10 °C), con algunos casos raros donde la temperatura no puede subir de los 32 °F (0 °C). Por la noche, la temperatura cae entre 20 y 30 °F (−7 y −1 °C), pero normalmente no caerá mucho más a menos que lleguen las masas de aire del Ártico. La cuenca ve una cantidad moderada de lluvia en los meses de invierno debido a las tormentas que salen del Océano Pacífico, mientras que la fuerte corriente de chorro de invierno está dirigida al Noroeste del Pacífico. Las tormentas que son lo suficientemente fuertes como para traer humedad a la zona sureste de Oregón generalmente están relacionadas con tormentas tropicales que se alimentan de las islas hawaianas. En raras ocasiones puede haber nieve, que se provoca cuando el aire frío del ártico que se dirige hacia el norte se encuentra con un fuerte flujo de humedad desde el Pacífico hacia el oeste.

### Primavera
En primavera es cuando la mayor parte de las precipitaciones caen de tormentas eléctricas. Estas tormentas se producen en abril, mayo y junio, que se forma en el sur y avanzan hacia el norte a través del desierto y las llanuras circundantes de artemisa. Las noches despejadas producen temperaturas frías durante la noche que comúnmente bajan entre 30 y 45 °F (-1 y 7 °C), pero el calentamiento de la tarde eleva las temperaturas entre 50 y 60 °F (10 y 16 °C) a principios de primavera y 70 y 80 °F (21 y 27 °C) a fines de la primavera. Este calentamiento puede ayudar a desencadenar tormentas eléctricas en combinación con la inestable atmósfera de primavera. Todavía se pueden ver temperaturas extremas en esta época del año donde las temperaturas han caído de 0 a 10 °F (−18 a −12 °C) en marzo y suben a más de 100 °F (38 °C) a principios de junio. La lluvia convierte el lago seco en un pequeño lago y, por un corto tiempo, dificulta el tránsito a través de ella.

### Verano
El verano en el desierto de Alvord tiene algunas de las temperaturas más cálidas del estado de Oregón. La alta presión se establece sobre el noroeste del Pacífico y la corriente en chorro empuja hacia el norte hacia Canadá. Esta alta presión significa muy poca precipitación, promediando menos de 1 pulgada (2.5 cm) durante los meses de verano. El calor comienza a establecerse a fines de junio, donde las máximas alcanzan entre 85 y 90 °F (29 y 32 °C). En julio, la temperatura generalmente sube entre 90 y 100 °F (32 y 38 °C). Las mínimas nocturnas varían, con temperaturas durante la noche que caen entre 60 y 65 °F (16 y 18 °C) en gran parte de la cuenca. En algunos lugares, las temperaturas solo bajarán entre 65 y 70 °F (18 y 21 °C). Agosto sigue siendo cálido con máximas que oscilan entre 90 y 100 °F (32 y 38 °C) y mínimas entre 50 y 60 °F (10 y 16 °C), aunque cayendo hacia finales de mes.

### Otoño
El otoño es moderado con temperaturas altas que oscilan entre 60 y 80 °F (16 y 27 °C) y bajas entre 40 y 50 °F (4 y 10 °C). El otoño también es una de las épocas más secas del año.
| Parámetros climáticos promedio de Fields, Oregón | Parámetros climáticos promedio de Fields, Oregón | Parámetros climáticos promedio de Fields, Oregón | Parámetros climáticos promedio de Fields, Oregón | Parámetros climáticos promedio de Fields, Oregón | Parámetros climáticos promedio de Fields, Oregón | Parámetros climáticos promedio de Fields, Oregón | Parámetros climáticos promedio de Fields, Oregón | Parámetros climáticos promedio de Fields, Oregón | Parámetros climáticos promedio de Fields, Oregón | Parámetros climáticos promedio de Fields, Oregón | Parámetros climáticos promedio de Fields, Oregón | Parámetros climáticos promedio de Fields, Oregón | Parámetros climáticos promedio de Fields, Oregón |
| Mes                                              | Ene.                                             | Feb.                                             | Mar.                                             | Abr.                                             | May.                                             | Jun.                                             | Jul.                                             | Ago.                                             | Sep.                                             | Oct.                                             | Nov.                                             | Dic.                                             | Anual                                            |
| ------------------------------------------------ | ------------------------------------------------ | ------------------------------------------------ | ------------------------------------------------ | ------------------------------------------------ | ------------------------------------------------ | ------------------------------------------------ | ------------------------------------------------ | ------------------------------------------------ | ------------------------------------------------ | ------------------------------------------------ | ------------------------------------------------ | ------------------------------------------------ | ------------------------------------------------ |
| Temp. máx. abs. (°C)                             | 16.1                                             | 21.1                                             | 25.6                                             | 31.7                                             | 36.1                                             | 38.3                                             | 41.1                                             | 38.3                                             | 35.6                                             | 33.3                                             | 24.4                                             | 16.7                                             | '                                                |
| Temp. máx. media (°C)                            | 5.6                                              | 7.7                                              | 11.9                                             | 14.9                                             | 20.8                                             | 26.3                                             | 32.4                                             | 31.2                                             | 25.8                                             | 18.2                                             | 9.9                                              | 4.9                                              | 17.5                                             |
| Temp. media (°C)                                 | 0.2                                              | 1.8                                              | 5.5                                              | 8                                                | 13.3                                             | 17.9                                             | 23.7                                             | 22.3                                             | 17.1                                             | 10.3                                             | 3.7                                              | -0.3                                             | 10.3                                             |
| Temp. mín. media (°C)                            | -5.2                                             | -4                                               | -0.9                                             | 1.1                                              | 5.7                                              | 9.6                                              | 15.1                                             | 13.4                                             | 8.4                                              | 2.3                                              | -2.4                                             | -5.5                                             | 3.1                                              |
| Temp. mín. abs. (°C)                             | -28.9                                            | -18.9                                            | -17.2                                            | -10                                              | -7.8                                             | -2.2                                             | 4.4                                              | 1.7                                              | -2.2                                             | -12.2                                            | -17.2                                            | -21.7                                            | '                                                |
| Precipitación total (mm)                         | 20.3                                             | 14.5                                             | 15.7                                             | 17.5                                             | 21.8                                             | 12.2                                             | 4.8                                              | 4.3                                              | 7.9                                              | 13.5                                             | 15                                               | 18.5                                             | 166.1                                            |
| Fuente: Western Regional Climate Center          |                                                  |                                                  |                                                  |                                                  |                                                  |                                                  |                                                  |                                                  |                                                  |                                                  |                                                  |                                                  |                                                  |

## Geología
Tres áreas geotérmicas primarias se encuentran a lo largo del borde occidental, así como manantiales fríos que siguen las fallas normales de NE a SO. En el borde occidental del desierto se encuentran Alvord Hot Springs (42.5440 ° N 118.5340 ° O). En el norte está Mickey Hot Springs (42.6781 ° N 118.3467 ° O): una variedad de lodo burbujeante, piscinas y géiser ocasional. En el sur está el lago Borax (42.3269 ° N 118.6028 ° O) que es un complejo de aguas termales. Al este hay una fuente termal natural sin nombre, una de 40 o más a lo largo de 25 millas (40 km) de la falla Alvord. Hacia el suroeste se encuentra el lago Alvord, que se extendió por 160 kilómetros al norte y al sur, cubriendo el desierto. Varias de las características geotérmicas en la cuenca del Desierto de Alvord han sido examinadas por un equipo de científicos y geólogos de la Universidad de Idaho, la Universidad Estatal de Boise y la Universidad Estatal de Idaho.

## Fauna
A pesar de la naturaleza árida del lago seco, existen algunas oportunidades para la observación de la vida silvestre. Los caballos salvajes a veces beben de los manantiales en el borde oriental del desierto. En áreas donde las aguas termales naturales fluyen hacia el lago seco, especialmente alrededor de las aguas termales de Alvord, generalmente se pueden encontrar nidos de pico largo. Más lejos en el lago seco hay numerosos chorlos y chorlitejo blanco, junto con la aparición ocasional de la avoceta americana. Las aguas de salida de los manantiales generalmente fluyen aproximadamente una milla hacia el desierto, y su alcance delinea aproximadamente el hábitat de las aves. El cercano desierto de la montaña Steens contiene poblaciones de borrego cimarrón, ciervo mulo, alce y berrendo. Más al oeste está el Refugio Nacional de Vida Silvestre Malheur, que es popular para la observación de aves.

## Registro de velocidad en tierra
El récord de velocidad en tierra femenino actual fue obtenido en el Desierto de Alvord por Kitty O'Neil, en el jet de propulsión a chorro SMI Motivador, en 1976. O'Neil logró 512.710 mph (825.127 km/h).
Otra conductora profesional, Jessi Combs, murió el 27 de agosto de 2019 en el Desierto de Alvord mientras intentaba romper el récord de O'Neil.

## Galería

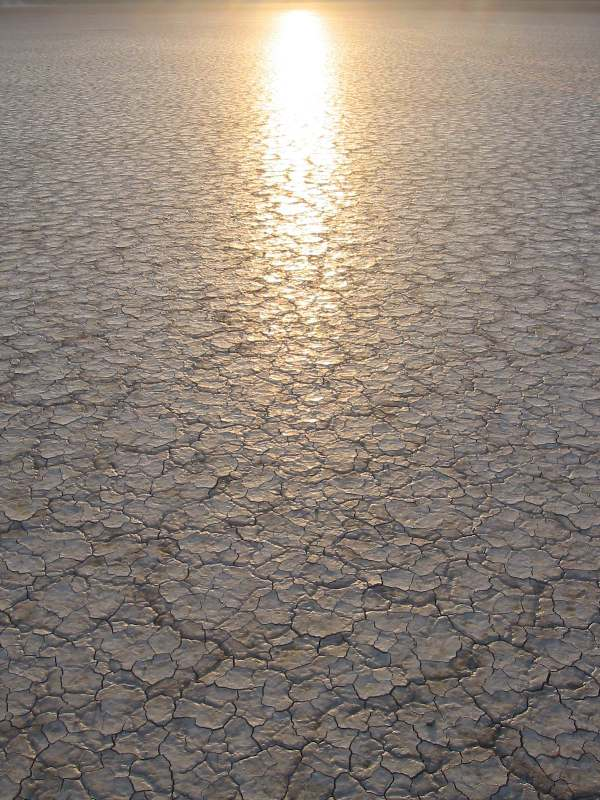
Puesta de sol reflejada en el lago seco.
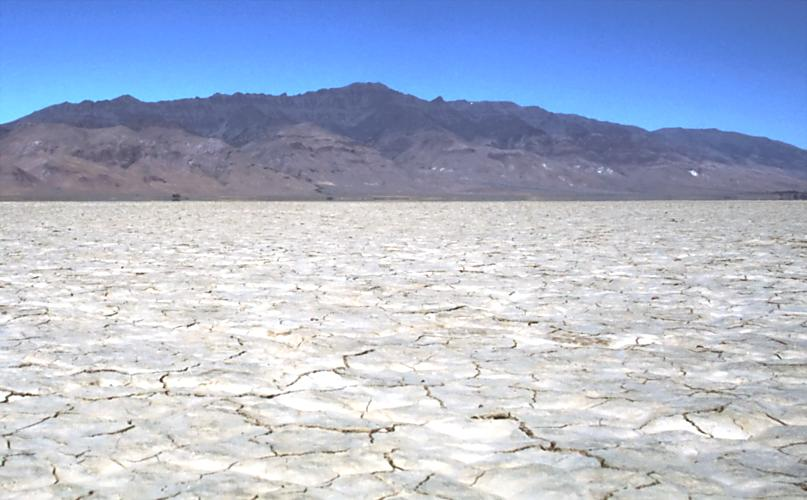
Montaña Steens al noroeste desde el desierto de Alvord.
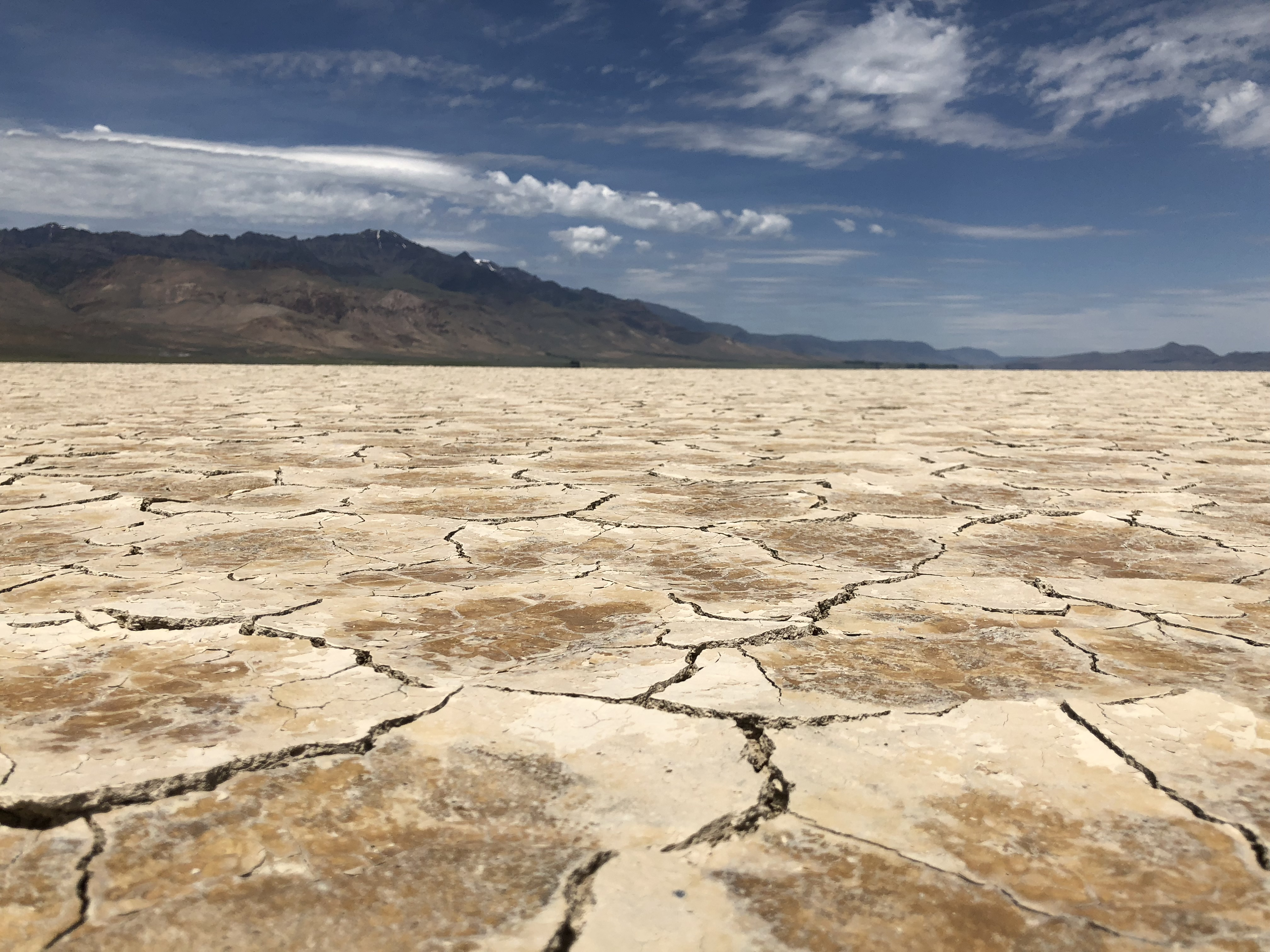
Primer plano del suelo, junio de 2018.